# Ландри, Нелли
Нелли Ландри (фр. Nelly Landry, урожд. Адамсон, Adamson; 27 декабря 1916 — 22 февраля 2010) — бельгийская и французская теннисистка. Победительница чемпионата Франции 1948 года в одиночном разряде, многократная национальная чемпионка Бельгии, 7-я ракетка мира в 1946 году.

## Биография
Нелли Адамсон родилась в конце 1916 года. Хотя большинство источников называют её уроженкой Брюгге, запись о её рождении сделана в регистрационных книгах Орсетта (Эссекс). Её отец, Жорж Морис Адамсон, в это время был офицером торгового флота на службе в компании «Джон Коккериль», обслуживающим линию между Тилбери (Эссекс) и Остенде; он женился на матери Нелли, бельгийской подданной Аделаиде ван ден Браукке, в Англии в 1914 году.
В начале 1930-х годов семья Адамсонов уже проживала в Бельгии, где Жорж был капитаном в Зебрюгге. В 16 лет Нелли Адамсон, игравшая в спортклубе LTHC (Брюгге), стала чемпионкой Бельгии по теннису во втором дивизионе (фр. série B). С 1933 по 1935 годы она три раза подряд выигрывала чемпионат Бельгии уже в высшей лиге (série A) в одиночном разряде. Она также два раза — в 1934 и 1935 годах — побеждала в чемпионате Бельгии в женском парном разряде (с Мирьям де Борман и Жозан Сигар), а в 1934 году стала чемпионкой и в миксте (с Андре Лакруа). Младшая сестра Нелли, Дженни, выиграла национальное первенство в миксте в 1941 году.
В феврале 1937 года Нелли вышла замуж за французского теннисиста Пьера-Анри Ландри. После свадьбы она получила французское гражданство и в дальнейшем выступала под французским флагом и под фамилией мужа. В 1938 году Нелли Ландри на международном чемпионате Франции стала финалисткой как в одиночном, так и в женском парном разряде, но в обоих на её пути к титулу стала опытная Симона Матьё.
В первые годы после Второй мировой войны Ландри была ведущей теннисисткой Франции. В 1946 году в ежегодном рейтинге сильнейших теннисисток мира она была поставлена на 7-е место. В 1948 и 1949 году она ещё два раза подряд становилась финалисткой чемпионата Франции, завоевав чемпионский титул в 1948 году после победы над американкой Ширли Фрай, а год спустя уступив Маргарет Осборн-Дюпон. В 1948 году Ландри также стала четвертьфиналисткой Уимблдонского турнира во всех трёх разрядах и во второй раз попала в список десяти сильнейших теннисисток мира по итогам сезона. В период между 1946 и 1958 годами она оставалась единственной неамериканской теннисисткой, выигравшей чемпионат Франции в одиночном разряде.. Ландри продолжала выступления вплоть до середины 1950-х годов, в своё последнее появление на Уимблдоне снова дойдя до четвертьфинала в миксте.
Нелли Ландри умерла 22 февраля 2010 года.

## Финалы турниров Большого шлема за карьеру

### Одиночный разряд (1-2)
| Результат | Год  | Турнир                | Соперница в финале    | Счёт в финале |
| --------- | ---- | --------------------- | --------------------- | ------------- |
| Поражение | 1938 | Чемпионат Франции     | Симона Матьё          | 0-6, 3-6      |
| Победа    | 1948 | Чемпионат Франции     | Ширли Фрай            | 6-2, 0-6, 6-0 |
| Поражение | 1949 | Чемпионат Франции (2) | Маргарет Осборн-Дюпон | 5-7, 2-6      |

### Парный разряд (0-1)
| Результат | Год  | Турнир            | Партнёрша   | Соперницы в финале      | Счёт в финале |
| --------- | ---- | ----------------- | ----------- | ----------------------- | ------------- |
| Поражение | 1938 | Чемпионат Франции | Арлетт Арфф | Билли Йорк Симона Матьё | 3-6, 3-6      |